# Chili aux Jeux olympiques d'hiver de 1968
Le Chili participe aux Jeux olympiques d'hiver de 1968, qui ont lieu à Grenoble en France. Ce pays, représenté par quatre athlètes en ski alpin, prend part aux Jeux d'hiver pour la sixième fois de son histoire. Les athlètes ne remportent pas de médaille.

## Délégation
Le tableau suivant montre le nombre d'athlètes chiliens dans chaque discipline :
| Sport     | Hommes | Femmes | Total |
| --------- | ------ | ------ | ----- |
| Ski Alpin | 3      | 1      | 4     |
| Total     | 3      | 1      | 4     |

## Résultats

### Ski alpin
| Athlète            | Épreuve      | Manche 1      | Manche 1 | Manche 2      | Manche 2 | Total         | Total |
| Athlète            | Épreuve      | Temps         | Rang     | Temps         | Rang     | Temps         | Rang  |
| ------------------ | ------------ | ------------- | -------- | ------------- | -------- | ------------- | ----- |
| Felipe Briones     | Descente     |               |          |               |          | 2 min 18 s 07 | 60    |
| Richard Leatherbee | Descente     |               |          |               |          | 2 min 17 s 86 | 58    |
| Mario Vera         | Descente     |               |          |               |          | 2 min 10 s 44 | 46    |
| Felipe Briones     | Slalom géant | 2 min 01 s 83 | 70       | 2 min 01 s 97 | 67       | 4 min 03 s 80 | 66    |
| Mario Vera         | Slalom géant | 1 min 56 s 46 | 58       | 1 min 56 s 04 | 45       | 3 min 52 s 50 | 51    |
| Richard Leatherbee | Slalom géant | 1 min 53 s 53 | 48       | 1 min 57 s 18 | 52       | 3 min 50 s 71 | 48    |

Slalom homme
| Athlète            | Manche 1      | Manche 1 | Manche 2 | Manche 2 | Final                          | Final                          | Final                          | Final                          | Final                          | Final                          |
| Athlète            | Temps         | Rang     | Temps    | Rang     | Temps 1                        | Rang                           | Temps 2                        | Rang                           | Total                          | Rang                           |
| ------------------ | ------------- | -------- | -------- | -------- | ------------------------------ | ------------------------------ | ------------------------------ | ------------------------------ | ------------------------------ | ------------------------------ |
| Felipe Briones     | 59 s 76       | 4        | DNF      | –        | N'a pas avancé au tour suivant | N'a pas avancé au tour suivant | N'a pas avancé au tour suivant | N'a pas avancé au tour suivant | N'a pas avancé au tour suivant | N'a pas avancé au tour suivant |
| Mario Vera         | 1 min 06 s 02 | 5        | 58 s 05  | 2        | N'a pas avancé au tour suivant | N'a pas avancé au tour suivant | N'a pas avancé au tour suivant | N'a pas avancé au tour suivant | N'a pas avancé au tour suivant | N'a pas avancé au tour suivant |
| Richard Leatherbee | 54 s 47       | 3        | 55 s 51  | 1 QF     | 56 s 26                        | 40                             | DSQ                            | –                              | DSQ                            | –                              |

Femme
| Athlète     | Épreuve      | Manche 1 | Manche 1 | Manche 2 | Manche 2 | Total         | Total |
| Athlète     | Épreuve      | Temps    | Rang     | Temps    | Rang     | Temps         | Rang  |
| ----------- | ------------ | -------- | -------- | -------- | -------- | ------------- | ----- |
| Verena Vogt | Slalom géant |          |          |          |          | 2 min 13 s 18 | 41    |
| Verena Vogt | Slalom       | n/a      | ?        | DNF      | –        | DNF           | –     |